# Беньковиці (Бохенський повіт)
Беньковиці (пол. Bieńkowice) — село в Польщі, у гміні Дрвіня Бохенського повіту Малопольського воєводства.
Населення — 191 особа (2011).
У 1975-1998 роках село належало до Краківського воєводства.

## Пам'ятки
До реєстру пам'яток Малопольського воєводства віднесено:
- Дерев'яний двір (XVIII–XIX століття) та парк навколо нього.

## Демографія
Демографічна структура станом на 31 березня 2011 року:
|          | Загалом | Допрацездатний вік | Працездатний вік | Постпрацездатний вік |
| -------- | ------- | ------------------ | ---------------- | -------------------- |
| Чоловіки | 93      | 16                 | 70               | 7                    |
| Жінки    | 98      | 19                 | 56               | 23                   |
| Разом    | 191     | 35                 | 126              | 30                   |